# 張經 (崇禎進士)
张经（？—？），號雷溪，四川成都府綿州人，明末清初官员。

## 生平
崇祯三年（1630年）庚午科四川乡试舉人，十三年（1640年）庚辰科進士，钦授兵部武选司主事。

## 引用
1. ↑  《崇禎十三年庚辰科進士三代履歷》：张经，曾祖仲贤，庠生；祖崇凖；父腾先，见任浙江新昌知县。雷溪，书三房，丁巳年七月十一日生，綿州人，庚午三十名，会试五十八名，二甲十五名。钦授兵部武选司主事。